# Saint-Barthélemy-de-Vals
Saint-Barthélemy-de-Vals é uma comuna francesa na região administrativa de Auvérnia-Ródano-Alpes, no departamento de Drôme. Estende-se por uma área de 20,27 km². Em 2010 a comuna tinha 1 893 habitantes (densidade: 93,4 hab./km²).